# Сабуров, Нурлан Алибекович
Нурла́н Алибе́кович Сабу́ров (каз. Нұрлан Әлібекұлы Сабыров / Nūrlan Älıbekūly Sabyrov; род. 22 декабря 1991, Степногорск, Целиноградская область) — казахстанский и российский комик, юморист, киноактёр. Получил широкую известность благодаря выступлениям в жанре стендап. Ведущий шоу «Что было дальше?».

## Биография и карьера
Нурлан Сабуров родился 22 декабря 1991 года в Степногорске (Казахстан). В детстве увлекался боксом. После окончания школы переехал в Екатеринбург, чтобы получать высшее образование в Уральском федеральном университете на факультете физкультуры. Играл в КВН, выступая за университетскую команду, практиковался в жанре стендап. Вместе с друзьями организовывал выступления в барах и на концертных площадках.
В Екатеринбурге познакомился с комиком Дмитрием Романовым, посоветовавшим ему подать заявку на участие в рубрике «Открытый микрофон» в шоу «Stand Up». В 2014 году Сабуров переехал вместе с семьей в Москву, уже выступая на телевидении в качестве резидента шоу «Stand Up» на телеканале ТНТ.
В конце апреля 2019 года на YouTube-канале «LABELCOM» вышел первый выпуск юмористического шоу «Что было дальше?», ведущим которого стал Сабуров. Выпуск шоу на YouTube был приостановлен в январе 2022 года и более года новые выпуски не выходили. Шоу вернулось 1 апреля 2023 года на площадке «VK Видео» и просуществовало до 7 марта 2024 года.
В мае 2020 года Forbes назвал Сабурова одним из самых перспективных россиян до 30 лет, поместив 28-летнего комика в рейтинг «30 до 30» в категории «Новые медиа». Согласно изданию, гонорар Сабурова за выступление оценивается в 10 000 $.

## Общественная позиция
В апреле 2022 года Сабуров отправился в тур по США. Его в каждом городе сопровождали протестные акции и просьбы высказаться по поводу вторжения России на Украину В Сан-Франциско на сцену вышла украинская художница Юлия Косивчук в белом платье с красными пятнами, имитирующими кровь. Пока охрана уводила девушку со сцены, комик пошутил про «месячные». Шутка вызвала критику в социальных сетях. В Майами охранники проверяли телефоны у зрителей, пришедших на концерт, не пропуская тех, кто против войны в Украине. В результате порядка 150 человек не были допущены на мероприятие. Концерт в Чикаго был отменён силами украинской диаспоры.
В конце апреля тур Сабурова должен был продолжиться в Израиле, но все четыре концерта в этой стране были отменены. Организаторы объяснили отмену концертов тем, что внутри израильского русскоязычного сообщества зреет конфликт из-за приезда комика. Организаторы также сообщили, что никто из них не поддерживает войну. В начале мая концертный тур должен был пройти в Казахстане, но он был перенесён на осень. Критику в свой адрес Сабуров объяснил тем, что стал «жертвой русофобии».
На своём концерте в Алматы в начале октября Сабуров шутил над россиянами, спасающимися в Казахстане от мобилизации, припоминая им их отношение к приезжим из Средней Азии.

## Личная жизнь
Женат на Диане Сабуровой, с которой познакомился в студенческие годы в Екатеринбурге.

## Фильмография
- 2017 — «Брат или брак»
- 2022 — «Стас»
- 2022 — «КАШ»
- 2023 — «Нурландос»